# اینجه (گوی‌چای)
اینجه (به لاتین: İncə) یک منطقه مسکونی در جمهوری آذربایجان است که در شهرستان گوی‌چای واقع شده است. اینجه ۴۰۰۸ نفر جمعیت دارد.